# کیوی (پرنده)
کیوی‌ها پنج نوع پرندهٔ بی‌پرواز و بومی انحصاری نیوزلند در سردهٔ Apteryx هستند. کیوی هم‌اندازه یک مرغ اهلی است و بزرگترین تخم در مقایسه با اندازه بدن را در میان تمام پرندگان دارد. این پرنده تنها عضو بازمانده از خانوادهٔ زیستی خود یعنی Apterygidae است و نزدیکترین خویشاوندان زندهٔ آن‌ها کاسواری و شترمرغ استرالیایی هستند که جد مشترکی در حدود ۴۰ میلیون سال پیش داشته‌اند.
گونه‌های مختلف پرنده کیوی عبارتند از: کیوی خال‌دار بزرگ، کیوی خال‌دار کوچک، کیوی قهوه‌ای اوکاریتو (رووی)، توکوئِکا، کیوی قهوه‌ای نورث آیلند (در نیوزلند). دو گونه در رده حفاظتی آسیب‌پذیر، یک گونه در خطر انقراض و یک گونه به شدت در خطر انقراض طبقه‌بندی شده‌است.
کیوی‌ها معمولاً خجالتی هستند و شب‌ها از لانه خود بیرون می‌آیند. پرنده کیوی یکی از نمادهای سرزمین نیوزلند است. مثلاً گاه نگاره کیوی بر تمبر این کشور چاپ می‌شود.
از بین رفتن جنگل‌ها و شکار توسط پستاندارانی که انسان‌ها با خود به نیوزیلند آوردند مهمترین عواملی هستند که باعث کاهش شدید جمعیت این پرنده‌ها شدند. امروزه نابودی جنگل‌ها متوقف شده و زیستگاه‌های کیوی به شدت حفاظت می‌شود با این حال کیوی‌ها فاقد هر نوع ترفند دفاعی برای حفاظت از تخم‌ها و جوجه‌هایشان در مقابل پستانداران شکارچی هستند. آن‌ها میلیون‌ها سال بدون حضور هیچ نوع پستاندار خشکی‌زی فرگشت یافته‌اند و هیچگاه دشمنی شبیه به سگ و گربه نداشته‌اند. حدود نیمی از تلفات جوجه‌های کیوی به شکار توسط قاقم‌ها (نوعی راسو) مربوط می‌شود و گربه‌ها نیز در سطح کمتری جوجه‌های کیوی را شکار می‌کنند. کیوی‌های بالغ و جوجه‌های بزرگتر می‌توانند از خود در مقابل قاقم دفاع کنند اما سگ‌ها و راسوها قادر هستند تا به راحتی آن‌ها را شکار کنند. به ویژه سگ‌ها که از بوی مشخص کیوی برای پیدا کردن آن استفاده می‌کنند. تصادف با وسایل نقلیه نیز گاهی کیوی‌ها را به کشتن می‌دهد و تله‌هایی که برای جانوران غیربومی (مثل صاریغ استرالیایی) گذاشته شده نیز گاهی کیوی‌ها را اسیر می‌کند.

## نگارخانه

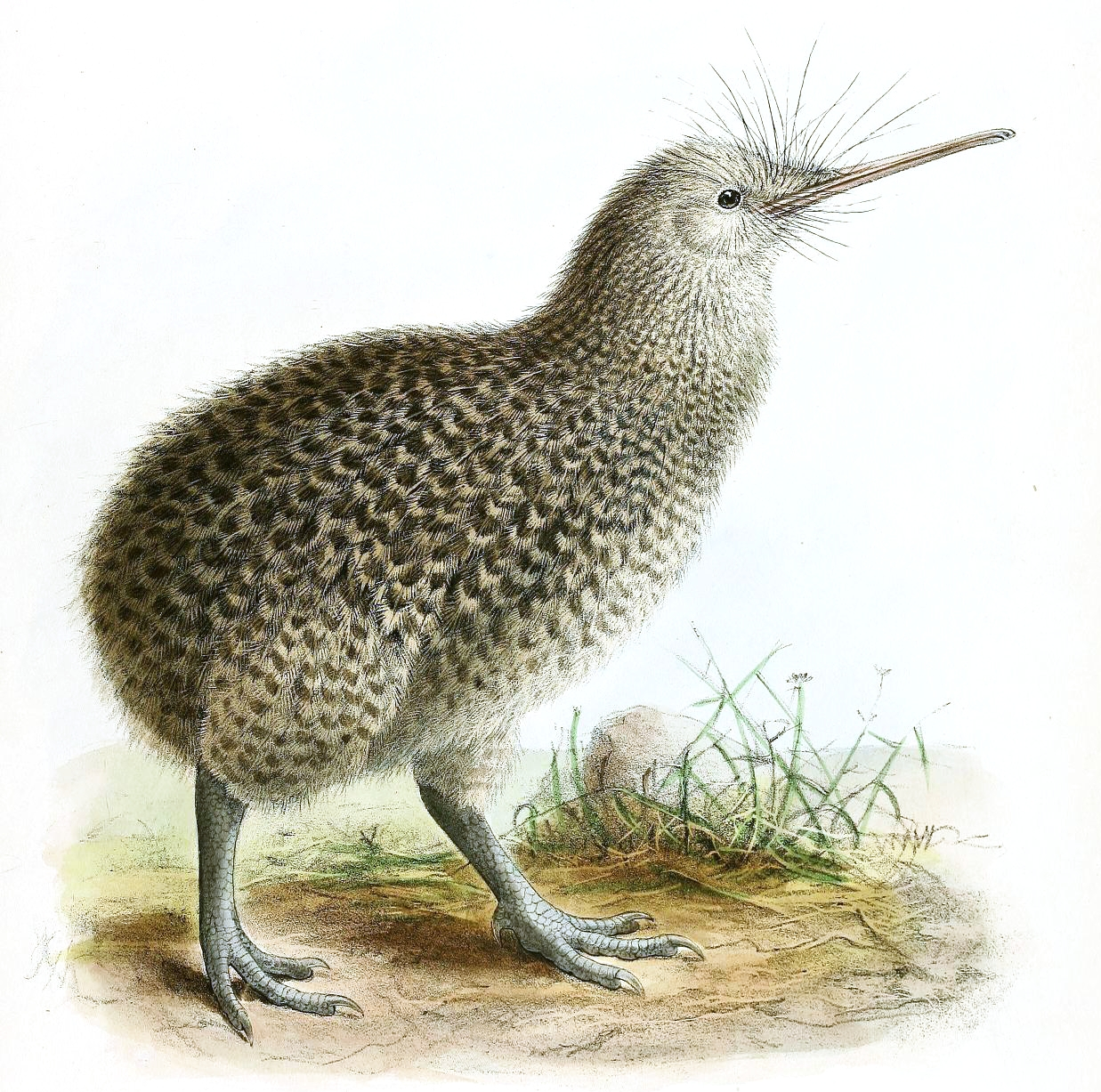
کیوی خال‌دار کوچک
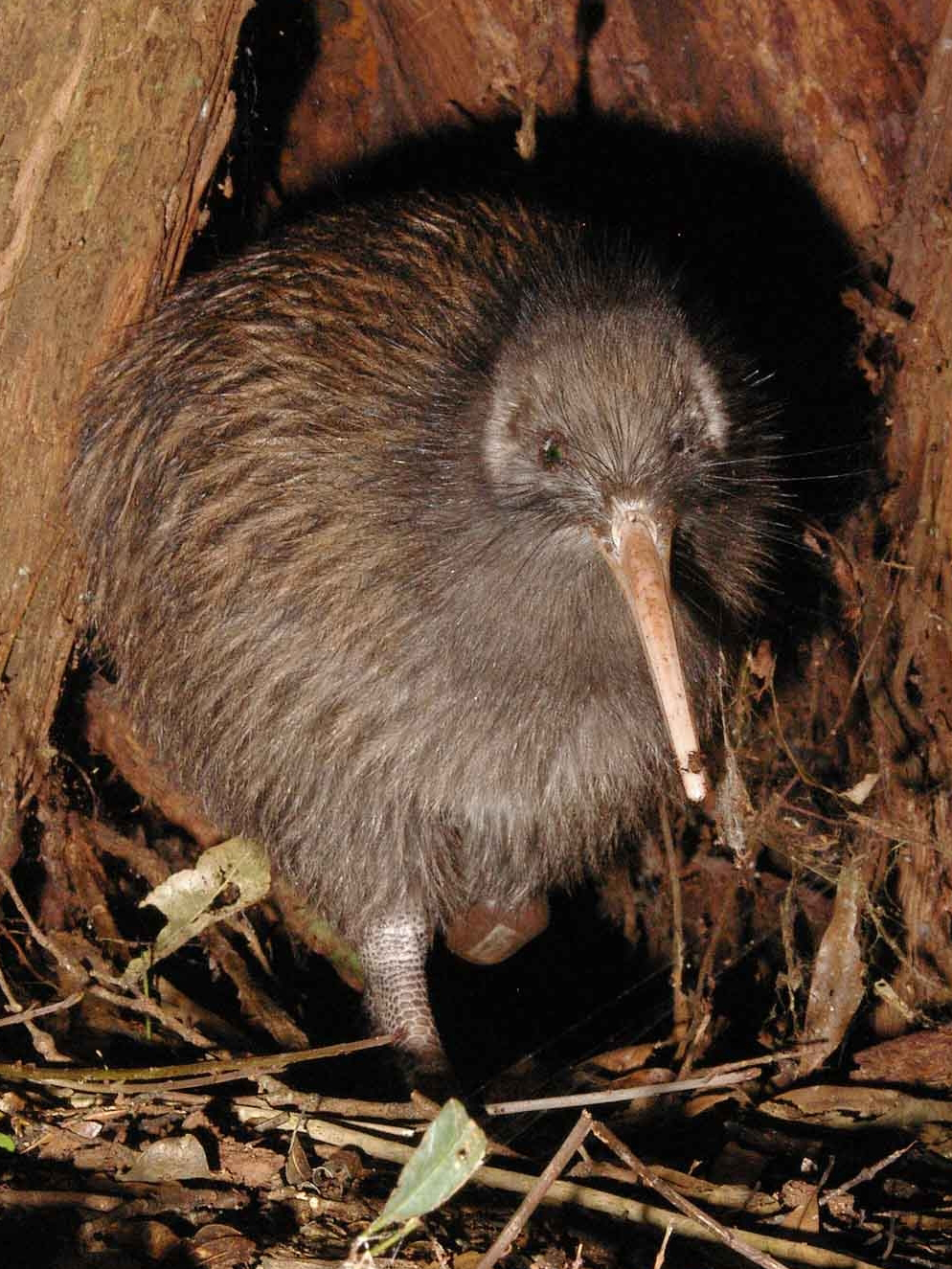
کیوی قهوه‌ای نورث آیلند
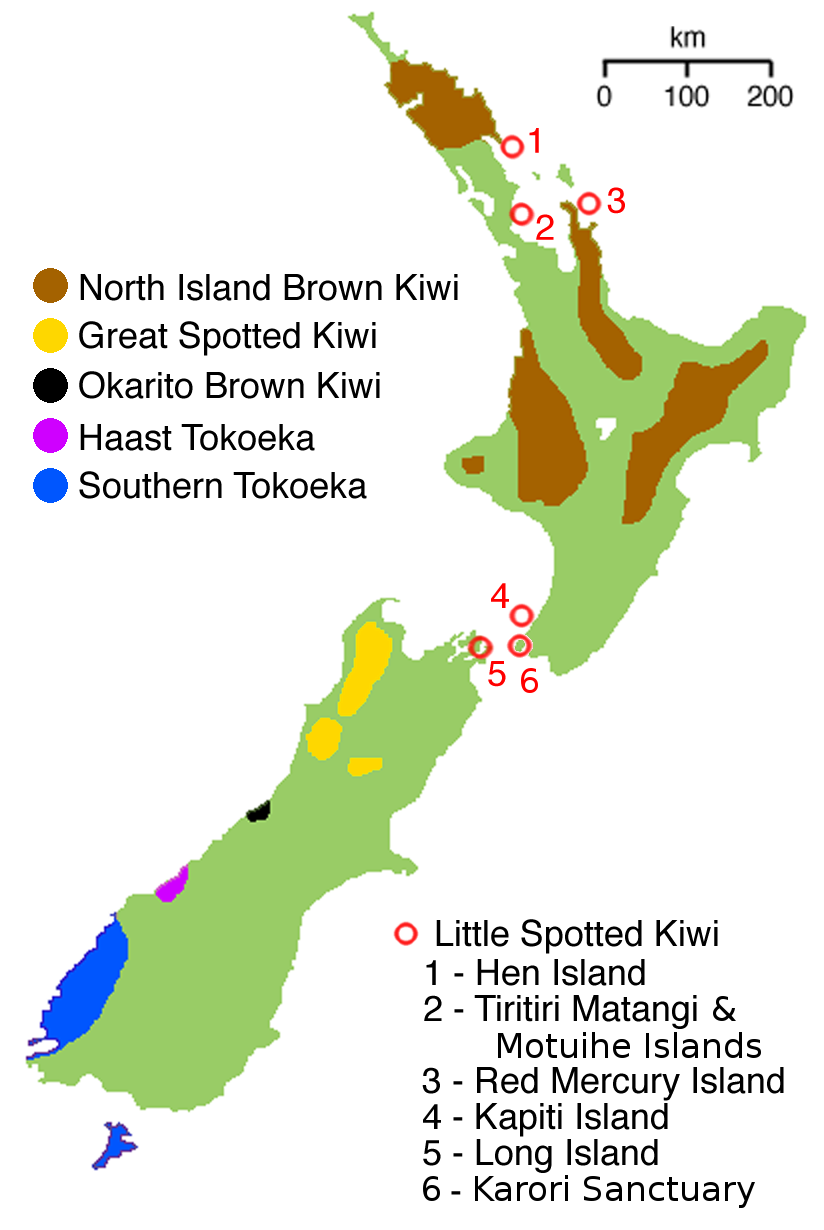
پراکندگی گونه‌های کیوی در نیوزلند
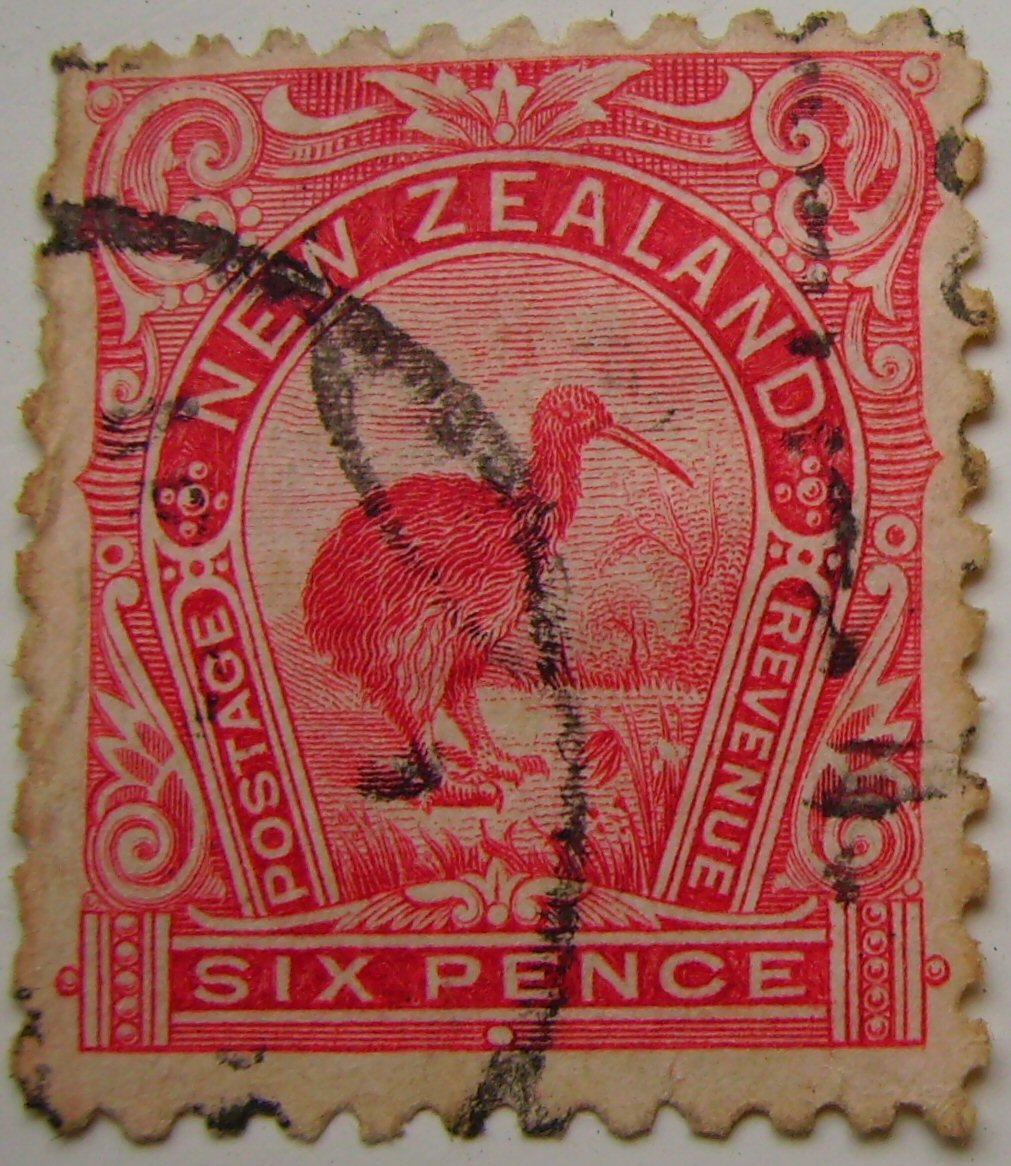
نگاره کیوی بر تمبر نیوزلند، ۱۸۹۸